# Juan José Haedo
Juan José Haedo (ur. 26 stycznia 1981 w Chascomus) – argentyński kolarz szosowy. Jego młodszy brat - Lucas Sebastian Haedo również jest zawodowym kolarzem, jednak jest mniej popularny niż Juan.

## Najważniejsze osiągnięcia
- 2006
  - 1. miejsce na 6. etapie Tour de Georgia
  - 1. miejsce na 4. i 6. etapie Tour of California
- 2007
  - 1. miejsce na 2. i 6. etapie Tour of California
  - 1. miejsce w Rund um Köln
  - 1. miejsce w Philadelphia International Championship
  - 1. miejsce na 2. etapie Deutschland Tour
- 2008
  - 1. miejsce na 1. i 5. etapie Tour de San Luis
  - 1. miejsce na 1. etapie Tour of California
  - 1. miejsce w Clásica de Almería
  - 1. miejsce na 3. etapie Vuelta a Murcia
- 2009
  - 1. miejsce na 7. etapie Tour de San Luis
  - 1. miejsce w GP Cholet
  - 1. miejsce na 2. etapie Tour de Wallonie
  - 1. miejsce na 4. etapie Tour of Missouri
  - 1. miejsce na 4. etapie Circuit Franco-Belge
- 2010
  - 1. miejsce w Mumbai Cyclothon
  - 1. miejsce na 7. etapie Dookoła Katalonii
  - 1. miejsce w Rund um Köln
  - 1. miejsce na 2. etapie Critérium du Dauphiné
- 2011
  - 1. miejsce na 3. etapie Tirreno-Adriático
  - 1. miejsce na 16. etapie Vuelta a España
- 2012
  - 1. miejsce w GP de Denain Porte du Hainaut